# Крус, Рэймонд
Рэ́ймонд Крус (англ. Raymond Cruz, род. 10 сентября 1964) — американский актёр, наиболее известен по ролям Хулио Санчеса в телесериалах «Ищейка» и «Особо тяжкие преступления» и Туко Саламанки в криминальной драме «Во все тяжкие» и её спин-оффе/приквеле «Лучше звоните Солу».

## Биография
Крус родился в Лос-Анджелесе, Калифорния, и имеет мексиканские корни.
Среди работ Рэймонда Круса в кино наиболее значительными являются роли Доминго Чавеса в фильме «Прямая и явная угроза», Эктора в фильме «Во имя справедливости», Джоуи Сикса в фильме «Замена», сержанта морской пехоты Рохаса в фильме «Скала», Хесуса в фильме «От заката до рассвета 2: Кровавые деньги из Техаса» и Рамиреса в фильме «В осаде». В 1993 году он появился в роли Чуи, члена банды Vatos Locos, в фильме «За кровь платят кровью». В 2005 году сыграл роль Чино в фильме «Крэйзи». Также Крус снимался в фильмах «Гремлины 2: Новенькая партия», где сыграл роль «посланника», и «Тренировочный день», в котором исполнил роль «Снайпера», члена банды. Также Рэймонд играл пожарного в фильме «Возмещение ущерба».
Крус снимался в эпизодах таких телесериалов как «Звёздный путь: Глубокий космос 9», «Секретные материалы» и «24 часа». Также сыграл роль отца убитой девушки в одной из серий телесериала «C.S.I.: Место преступления». В 2008—2009 годах он исполнил второстепенную роль Туко Саламанки в сериале «Во все тяжкие», а в 2015—2016 годах повторил её в сериале «Лучше звоните Солу». Кроме того, Крус исполнял второстепенные роли в сериалах «Меня зовут Эрл» и «Части тела». В 2011 году Круз снимался в веб-сериале «Американцы», который повествует о жизни латиноамериканской семьи со средним уровнем дохода в Лос-Анджелесе.

## Избранная фильмография
| Год       |   | Русское название                                   | Оригинальное название                    | Роль                            |
| --------- | - | -------------------------------------------------- | ---------------------------------------- | ------------------------------- |
| 1988      | с | Красавица и чудовище                               | Beauty And The Beast                     | Хэл                             |
| 1988      | с | Кегни и Лейси                                      | Cagney & Lacey                           | Алонсо                          |
| 1988      | с | Тихая пристань                                     | Knots Landing                            | Ван Драйвер / молодой человек   |
| 1990      | с | Кошмары Фредди                                     | Freddy’s Nightmares                      | Джонни «Мак» Макфарланд         |
| 1990      | с | Мэтлок                                             | Matlock                                  | иностранный рабочий             |
| 1990      | ф | Гремлины 2: Новенькая партия                       | Gremlins 2: The New Batch                | посыльный                       |
| 1990      | с | Чайна-Бич                                          | China Beach                              | Лопес                           |
| 1990      | с | Охотник                                            | Hunter                                   | Томас Дельгадо                  |
| 1991      | ф | Во имя справедливости                              | Out For Justice                          | Эктор                           |
| 1991      | ф | Умереть заново                                     | Dead Again                               | продавец в супермаркете         |
| 1992      | ф | Людские неприятности                               | Man Trouble                              | Балко                           |
| 1992      | ф | В осаде                                            | Under Siege                              | Рамирес                         |
| 1993      | с | Она написала убийство                              | Murder, She Wrote                        | Хосе «Джозеф» Гальван           |
| 1993      | ф | За кровь платят кровью                             | Blood In, Blood Out                      | Чуи                             |
| 1994      | ф | Прямая и явная угроза                              | Clear and Present Danger                 | Доминго Чавес                   |
| 1995      | с | Крутой Уокер: Правосудие по-техасски               | Walker, Texas Ranger                     | сержант Перес                   |
| 1995      | ф | Операция «Дамбо»                                   | Operation Dumbo Drop                     | старший сержант Адамс           |
| 1995—2000 | с | Полиция Нью-Йорка                                  | NYPD Blue                                | Рико / Рауль                    |
| 1996      | ф | Сломанная стрела                                   | Broken Arrow                             | офицер штаба ВВС                |
| 1996      | ф | Близко к сердцу                                    | Up Close & Personal                      | Фернандо Буттанда               |
| 1996      | ф | Замена                                             | The Substitute                           | Джоуи Сикс                      |
| 1996      | ф | Скала                                              | The Rock                                 | сержант Рохас                   |
| 1997      | с | Секретные материалы                                | The X-Files                              | Эладио Буэнте                   |
| 1997      | ф | Чужой: Воскрешение                                 | Alien Ressurection                       | Винсент Дистефано               |
| 1998      | с | Практика                                           | The Practice                             | Мигель Морено                   |
| 1998      | с | Звёздный путь: Глубокий космос 9                   | Star Trek: Deep Space Nine               | Варгас                          |
| 1999      | в | От заката до рассвета 2: Кровавые деньги из Техаса | From Dusk Till Dawn 2: Texas Blood Money | Хесус                           |
| 1999—2000 | с | Семь дней                                          | Seven Days                               | Тео Миллар / Родригес           |
| 2000      | с | Жестокое царство                                   | Harsh Realm                              | сержант Эскаланте               |
| 2001      | ф | Тренировочный день                                 | Training Day                             | снайпер                         |
| 2002      | ф | Возмещение ущерба                                  | Collateral Damage                        | Джуниор                         |
| 2002—2003 | с | Женская бригада                                    | The Division                             | Рэй Санчес / Роланд             |
| 2003      | с | 24 часа                                            | 24                                       | Роус                            |
| 2003—2006 | с | Части тела                                         | Nip/Tuck                                 | Алехандро Перес                 |
| 2003—2008 | с | C.S.I.: Место преступления                         | CSI: Crime Scene Investigation           | Дональд Бальбоа / Мигель Дурадо |
| 2004      | ф | Приключения Модести Блэйз                          | My Name Is Modesty                       | Рафаэль Гарсия                  |
| 2005      | ф | Крэйзи                                             | Havoc                                    | Чино                            |
| 2005—2012 | с | Ищейка                                             | The Closer                               | Хулио Санчес                    |
| 2007      | с | Новый день                                         | Day Break                                | Луис Торрес                     |
| 2007—2008 | с | Меня зовут Эрл                                     | My Name is Earl                          | Пако                            |
| 2008—2009 | с | Во все тяжкие                                      | Breaking Bad                             | Туко Саламанка                  |
| 2011      | с | Американцы                                         | Los Americans                            | Мемо                            |
| 2012      | с | Белый воротничок                                   | White Collar                             | Энрико Моралес                  |
| 2012—2018 | с | Особо тяжкие преступления                          | Major Crimes                             | Хулио Санчес                    |
| 2015—2016 | с | Лучше звоните Солу                                 | Better Call Saul                         | Туко Саламанка                  |
| 2018      | с | Достать коротышку                                  | Get Shorty                               | Суэйзи                          |
| 2019      | с | Мадам госсекретарь                                 | Madam Secretary                          | Матео Сандино-старший           |
| 2019      | ф | Проклятие плачущей                                 | The Curse of La Llorona                  | Рафаэль Ольвера                 |

## Награды и номинации
| Награда                        | Год  | Категория                                       | Название работы | Результат |
| ------------------------------ | ---- | ----------------------------------------------- | --------------- | --------- |
| Премия Гильдии киноактёров США | 2008 | Лучший актёрский состав в драматическом сериале | Ищейка          | Номинация |
| Премия Гильдии киноактёров США | 2009 | Лучший актёрский состав в драматическом сериале | Ищейка          | Номинация |
| Премия Гильдии киноактёров США | 2010 | Лучший актёрский состав в драматическом сериале | Ищейка          | Номинация |
| Премия Гильдии киноактёров США | 2011 | Лучший актёрский состав в драматическом сериале | Ищейка          | Номинация |
| Сатурн                         | 2010 | Лучшая гостевая роль в телесериале              | Во все тяжкие   | Номинация |